# Percivals Kleinohr-Dreizackblattnase
Percivals Kleinohr-Dreizackblattnase (Cloeotis percivali) ist eine kleine Fledermausart, die in einem disjunkten Verbreitungsgebiet im südlichen und südöstlichen Afrika vorkommt. Benannt wurde die Art nach dem britischen Wildhüter Arthur Blayney Percival, der in Ostafrika tätig war.

## Merkmale
Percivals Kleinohr-Dreizackblattnasen erreichen eine Kopf-Rumpf-Länge von 2,4 bis 3,6 cm und eine Flügelspannweite von 20 bis 23 cm und sind damit die kleinsten afrikanischen Rundblattnasen. Das Fell ist weich, dicht und seidig. In der Mitte des Rückens sind die Haare 7 bis 8 mm lang. Das Rückenfell ist hell graubraun, schiefergrau oder hell bräunlich-orange. Das Gesicht ist hell, gelblich oder fast weiß und braun oder grau rund um die Augen, das Nasenblatt und das Maul. Die Flügel sind grau bis graubraun. Beide Geschlechter sind gleich gefärbt. Das Nasenblatt ist klein, annähernd rund und hat im hinteren Bereich drei zackige Auswüchse. Die Schnauze ist kurz, breit und flach. Die Ohren sind graubraun, rund, deutlich voneinander getrennt und teilweise von Fell bedeckt. Der Calcar ist schwach und wenig entwickelt. Der Schwanz überragt die Schwanzflughaut nur mit einem Wirbel. Im Oberkiefer besitzen die Schneidezähne eine zweite Spitze.

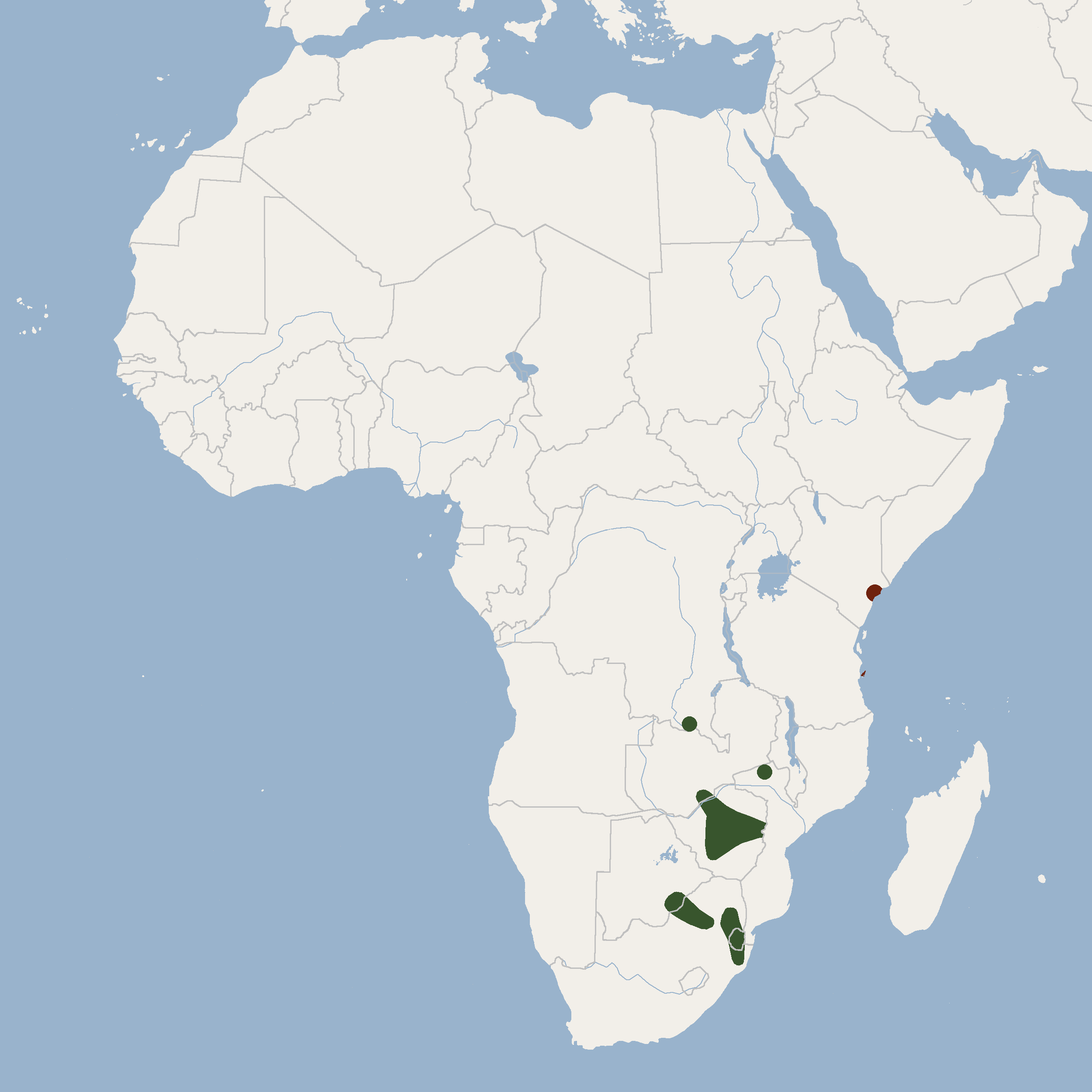
Verbreitungsgebiet

| 1 | · | 1 | · | 2 | · | 3 | = 30 |
| 2 | · | 1 | · | 2 | · | 3 | = 30 |

## Lebensraum und Lebensweise
Percivals Kleinohr-Dreizackblattnase kommt in Eswatini und in benachbarten Gebieten von Südafrika, in einem großen Teil von Simbabwe, in einigen Gegenden von Sambia, im Süden von Katanga und in zwei kleinen Gebieten im Südosten von Kenia und an der Küste Tansanias vor. Das Verbreitungsgebiet ist von verschiedenen Waldtypen, wie trockener und feuchter Miombowald, Mopanewald und verschiedene Mischwaldtypen bestanden. Tagsüber ruht Percivals Kleinohr-Dreizackblattnase in lockeren Gruppen (d. h. ohne Körperkontakt) von einem Dutzend bis mehreren hundert Exemplaren. Percivals Kleinohr-Dreizackblattnase ernährt sich fast ausschließlich von Motten. Die Flügelform lässt vermuten, dass diese in dichter Vegetation gejagt werden. Die Ortungsrufe der Tiere haben eine Frequenz von 208 bis 212 kHz. Dadurch wird vermieden, das die Motten, die am besten Frequenzen von 20 bis 50 kHz hören und im Frequenzbereich der Rufe von Percivals Kleinohr-Dreizackblattnase taub sind, den anfliegenden Fledermäusen ausweichen können. Percivals Kleinohr-Dreizackblattnasen bekommen ein einzelnes Jungtier. Näheres über die Fortpflanzung ist bisher nicht bekannt.